# Ichijō Sanetsune

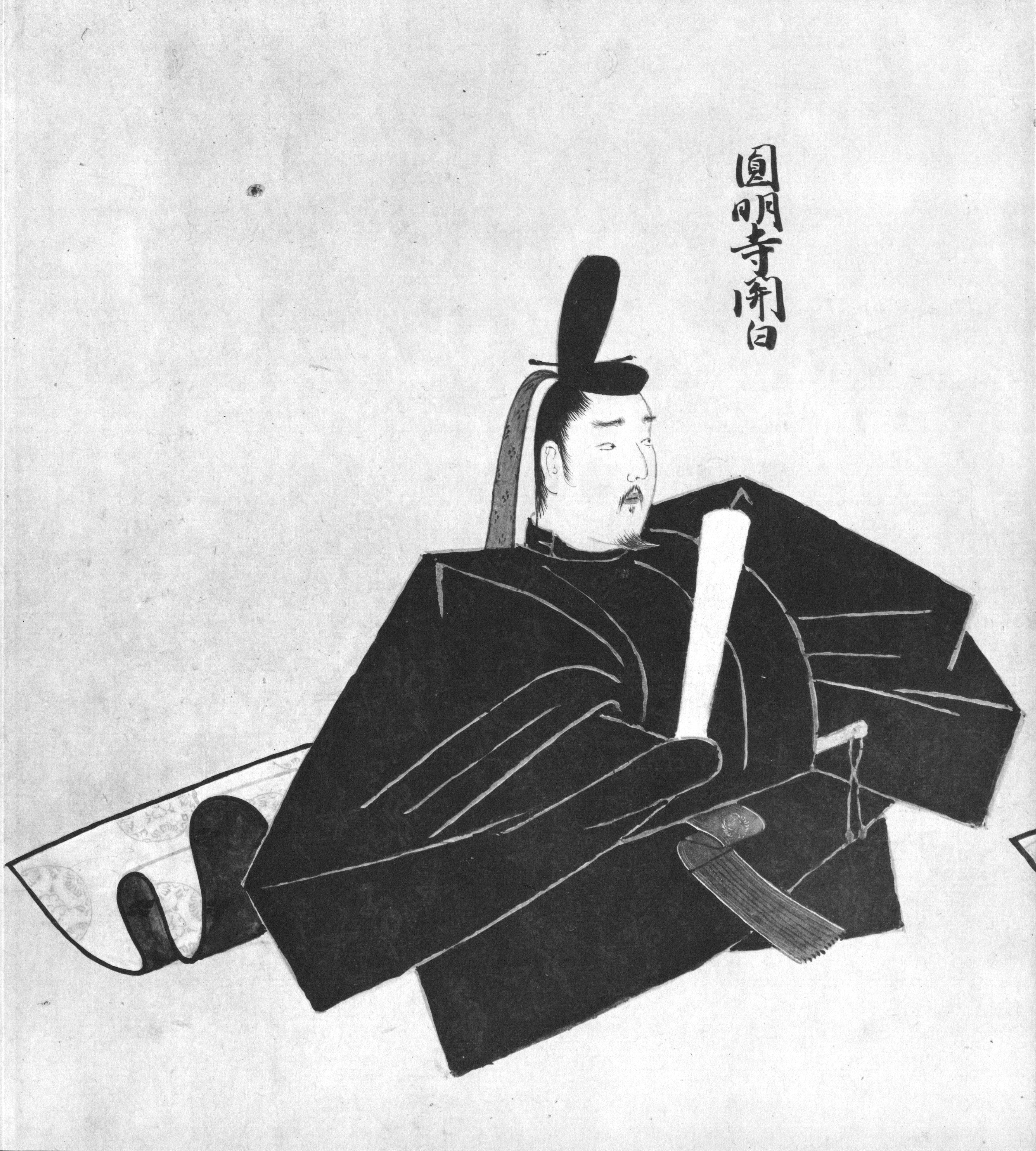
Ilustración de Ichijō Sanetsune.

Ichijō Sanetsune (一条 実経?   1223 – 30 de agosto de 1284) fue un kugyō (cortesano japonés de clase alta) que vivió durante la era Kamakura. Fue padre fundador de la familia Ichijō (derivada del clan Fujiwara), una de las cinco familias que monopolizaron la regencia en la corte imperial de Japón (gosekke). Fue el cuarto hijo de Kujō Michiie y de la hija de Saionji Kinhira, y tuvo como hermanos a los regentes Kujō Norizane, Nijō Yoshizane (fundador de la familia Nijō) y el cuarto shogun Kamakura Kujō Yoritsune.

## Biografía
Ingresó a la corte imperial en 1229, con el rango shōgoi inferior y ascendido al mismo año al rango jushii inferior. En 1230 fue designado vicegobernador de la provincia de Harima y en 1233 promovido al rango jusanmi, convirtiéndose en cortesano de clase alta. En 1234 fue ascendido al rango shōsanmi y en 1235 fue nombrado gonchūnagon. En 1236 fue promovido a gondainagon y elevado al rango shōnii.
En 1240 fue nombrado udaijin hasta 1244 cuando fue ascendido a sadaijin, hasta 1247. En 1242, con las desavenencias entre su padre Michiie y su hermano mayor Yoshizane, Sanetsune tuvo también poco aprecio de su padre y fue asignado a la residencia Ichijō, tomando el apellido de este; dando como consecuencia a la división de la otrora poderosa familia Kujō en las familias Kujō, Nijō e Ichijō.
En 1243 fue nombrado tutor del Príncipe Imperial Hisahito (futuro Emperador Go-Fukakusa). En 1246 fue ascendido al rango juichii y sucedió a Yoshizane como líder del clan Fujiwara, como nairan y kanpaku (regente) del Emperador Go-Saga solo por un día, cuando este abdicó. Después se convertiría en sesshō (regente) de su sucesor, el infante Emperador Go-Fukakusa hasta 1247 cuando abandonaría todos sus cargos dentro de la corte y del clan Fujiwara.
Sanetsune volvería a ocupar cargos administrativos en 1263, cuando sería nombrado nuevamente sadaijin hasta 1265. En 1265, fue designado nuevamente kanpaku, pero del Emperador Kameyama hasta 1267.
En 1284 abandonaría su vida como cortesano y se convertiría en monje budista (shukke), tomando el nombre de Kōso (行祚?). Se trasladaría al templo Enmyō-ji, en la provincia de Yamashiro (actualmente Matsuyama) y fallecería dos meses después. Tuvo como hijos al regente Ichijō Ietsune, a los cortesanos Ichijō Saneie, Ichijō Moronaga, Ichijō Tadasuke, Ichijō Iefusa y al monje Jōgon, entre otros.